# 聟島

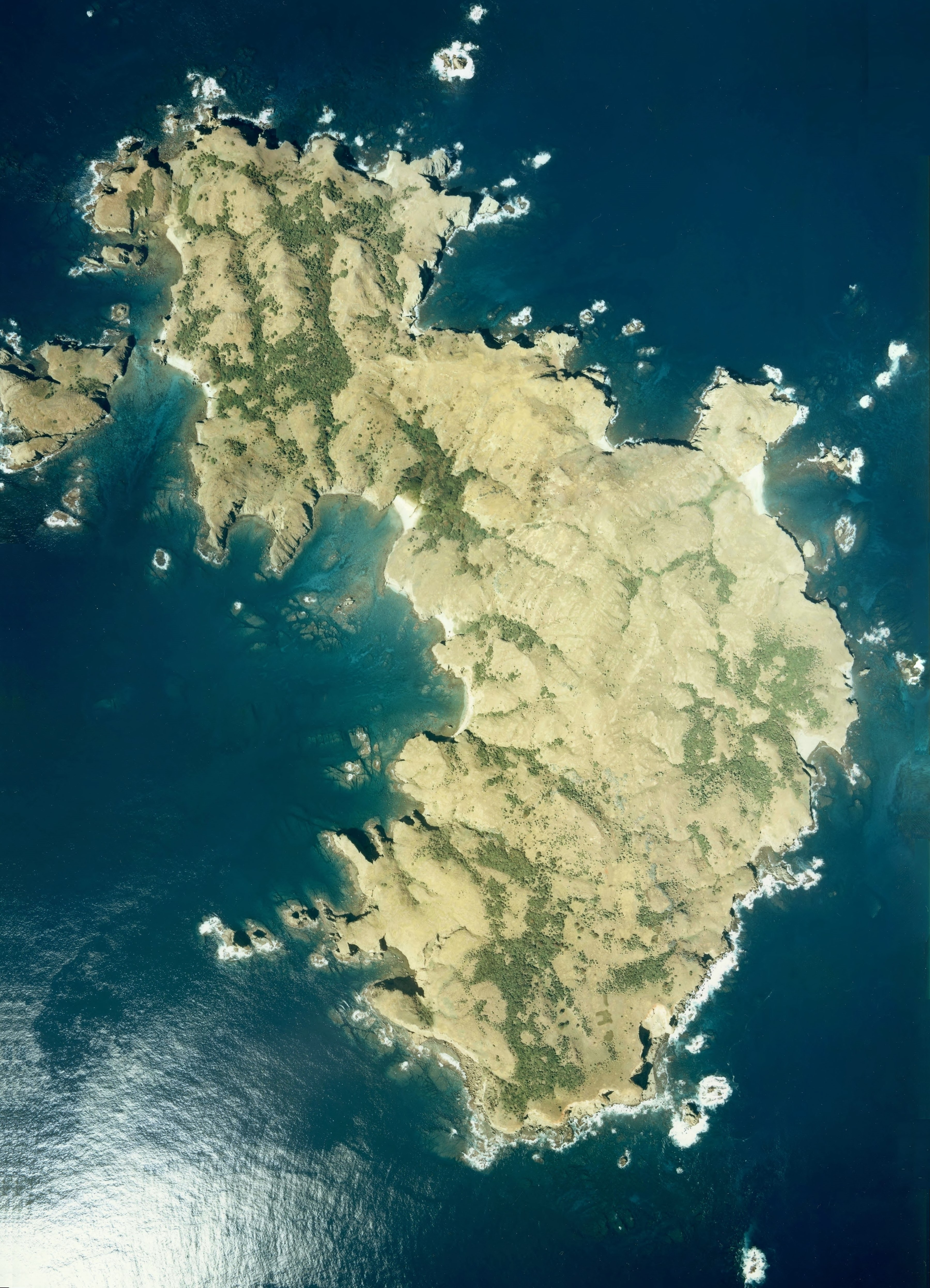
聟島の空中写真。空中写真撮影当時（1978年）は、上記の画像と比較すると裸地が目立つ。この写真は上方が北北西方角である。1978年撮影の3枚を合成作成。
。

聟島（むこじま）は、東京都小笠原村にある無人島。小笠原諸島のうち最北に位置する聟島列島の主島である。別名に、ケーター島、平島など。面積2.57km2。父島から船で所要約2時間。南東約5kmの地点に媒島がある。

## 概要
1881年に移住が始まり2人が入植、1905年の調査では初寝村という集落が存在し、人口25人を数えていた。牛や羊の放牧と甘藷栽培が主な産業であったが、後にサトウキビ栽培と製糖業も行われた。しかし、第一次世界大戦後の砂糖価格暴落に伴い、多くの住民が島を離れ、その後は少数の住民が放牧を営んでいた。1944年の小笠原引き上げの際には、すでにほぼ無人島化していたといわれる。残っていた住民が死亡した後は完全に無人島化した。現在でも開拓者であった岩崎亀五郎の墓が残っている。
現在では観光で一社が利用しており、1年に数百人が上陸している。

## 地理
島で最も標高が高いのは大山（88m）であり、島の東部に存在する。西部には象頭山と聟島小富士、属島の小島である聟島鳥島が存在する。中部の南側には南浜が存在し、上陸地点になっている。

## 自然相
無人島化後は野生化したヤギが増殖していたが、1990年代から駆除が始められ、現在では根絶に成功している。現在では本来島内に存在しないクマネズミのほか、ギンネム、タケ・ササ類も駆除が進められており、これらの排除によって在来の植物や昆虫の保全と復活を見込んでいる。

### アホウドリの繁殖地形成計画
アホウドリの繁殖地である鳥島は日本有数の活火山であり繁殖地が破壊される可能性があるため、聟島に新たな繁殖地を人為的に設ける計画が2006年から進められた。
計画は5年間で、鳥島産まれのアホウドリの雛を聟島に運んで育て、聟島を新たな繁殖地として認識させるもので、同時に成鳥の模型で島内への誘引と、偽物の卵を置くことによって戻ったつがいの産卵を促している。5年間でのべ70羽のひなを移送し、死んだ1羽をのぞく69羽すべてが巣立った。2012年に巣立った14羽のうち6羽には発信器が取り付けられており、追跡調査が行われている。
2011年ごろからは人工飼育個体の帰還が始まり、その後も徐々に増加し2011年5月時点で計7羽、2012年12月時点では、2008年と2009年の2年で旅立った25羽のうちの12羽が帰島した。
2012年12月になり、NHKのカメラによってつがいが産卵していることが確認されていたが、孵化しなかった。2013年12月13日、2012年に産卵したのと同じつがいが昨年と同じ場所で今年も産卵しているのが確認されたが、孵化予定だった2014年1月12日に山階鳥類研究所の研究員が実地調査したところ、無精卵で腐敗していることが判明した。この年に聟島列島内の媒島で聟島に移送した個体と鳥島の個体のつがいによる繁殖が先行して見られている。
2015年1月下旬には、既に置かれている成鳥の模型に加え、生後30日のひなを忠実に再現した模型10体（京都市の西尾製作所製）が設置された。
2016年1月15日、島内北西部でアホウドリの雛が初確認されたことが発表され、聟島でのアホウドリの繁殖の始まりとなった。このアホウドリは2012年以来営巣していたオスの個体で、メスは野生個体と見られている。雛は順調に育ち5月14日には巣立ちが確認された。2017年にも聟島では繁殖が成功し、雛が巣立った。2018年も同様に繁殖と巣立ちが確認され、以前媒島で繁殖していたつがいも聟島で産卵していることも確認された。